# Паево (Владимирская область)
Паево — деревня в Гусь-Хрустальном районе Владимирской области России, входит в состав Демидовского сельского поселения.

## География
Деревня расположена в 15 км на юг от центра поселения деревни Демидово и в 53 км на юг от Гусь-Хрустального.

## История
В XIX — начале XX века деревня входила в состав Бутыльской волости Касимовского уезда Рязанской губернии, с 1926 года — в составе Палищенской волости Гусевского уезда Владимирской губернии. В 1859 году в селе числилось 22 двора, в 1905 году — 44 двора, в 1926 году — 58 дворов.
С 1929 года деревня входила в состав Вырытовского сельсовета Гусь-Хрустального района, с 1935 года — в составе Курловского района, с 1954 года — в составе Нармского сельсовета, с 1963 года — в составе Гусь-Хрустального района, с 1977 года — в составе Демидовского сельсовета, с 2005 года — в составе Демидовского сельского поселения.

## Население
| 1859 | 1905 | 1926 | 2002 | 2010 | 2021 |
| ---- | ---- | ---- | ---- | ---- | ---- |
| 140  | ↗279 | ↘256 | ↘1   | ↘0   | →0   |